# 云南无忧花
云南无忧花（学名：Saraca griffithiana）为豆科无忧花属的植物。分布在缅甸以及中国大陆的云南等地，生长于海拔300米至1,200米的地区，见于高山密林或疏林中，目前尚未由人工引种栽培。